# قطبش‌پذیری

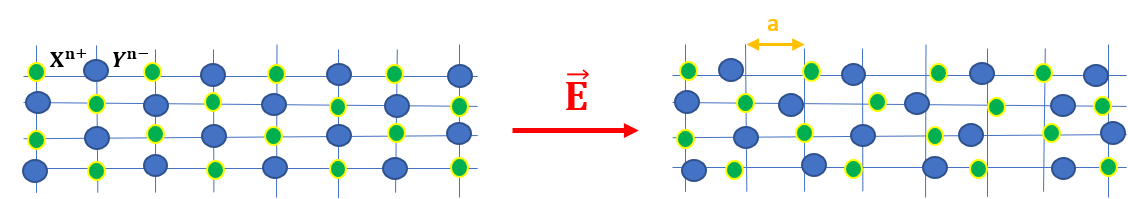
نمایی از ساختار قطبش یک کریستالِ تحت تأثیر میدان خارجی

قطبش‌پذیری (به انگلیسی: Polarizability) یا قطبیت‌پذیری، معمولاً به تمایل ماده هنگام قرار گرفتن در معرض یک میدان الکتریکی برای به دست آوردن یک گشتاور دوقطبی الکتریکی متناسب با آن میدان اعمال شده اشاره دارد. با توجه به اینکه ماده از ذرات بنیادی که دارای بار الکتریکی هستند، یعنی پروتون و الکترون، تشکیل شده‌است. هنگامی که در معرض میدان الکتریکی قرار می‌گیرند، الکترون‌های با بار منفی و هسته‌های اتمی با بار مثبت در معرض نیروهای مخالف قرار می‌گیرند و تحت جداسازی بار قرار می‌گیرند. قطبش‌پذیری مسئول ثابت دی‌الکتریک یک ماده و در فرکانس‌های بالا (اپتیکی) ضریب شکست آن است.
قطبش‌پذیری یک اتم یا مولکول به عنوان نسبت گشتاور دوقطبی القایی آن به میدان الکتریکی محلی تعریف می‌شود. در یک جامد کریستالی، گشتاور دوقطبی در سلول یکتا را در نظر می‌گیریم. توجه داشته باشید که میدان الکتریکی محلی که توسط یک مولکول مشاهده می‌شود، به‌طور کلی با میدان الکتریکی ماکروسکوپی که به صورت خارجی اندازه‌گیری می‌شود، متفاوت است. این اختلاف توسط رابطه کلازیوس–موسوتی (زیر) در نظر گرفته می‌شود که رفتار توده‌ای (چگالی قطبش) ناشی از میدان الکتریکی خارجی با توجه به پذیرفتاری الکتریکی ({\displaystyle \chi =\varepsilon _{r}-1}) را با {\displaystyle \alpha } قطبش‌پذیری مولکولی به دلیل میدان محلی مرتبط می‌کند.
قطبش‌پذیری مغناطیسی نیز به تمایل یک گشتاور دوقطبی مغناطیسی به ظاهر متناسب با یک میدان مغناطیسی خارجی اشاره دارد. قطبش پذیری‌های الکتریکی و مغناطیسی پاسخ دینامیکی یک سامانه محدود (مانند یک مولکول یا کریستال) را به میدان‌های خارجی تعیین می‌کند و بینشی را در مورد ساختار داخلی یک مولکول ارائه می‌دهد. «قطبی‌پذیری» را نباید با گشتاور دوقطبی الکتریکی یا مغناطیس ذاتی یک اتم، مولکول یا ماده توده ای اشتباه گرفت. اینها به حضور میدان خارجی بستگی ندارند.

## قطبش‌پذیری الکترونی
تمایل نسبی یک تابع توزیع بار الکترونی همانند ابر الکترونی یک اتم یا مولکول برای انحراف از شکل معمول به وسیله یک میدان الکتریکی خارجی که به ایجاد دوقطبی یا یون بینجامد را قطبش‌پذیری الکترونی می‌گویند.
قطبش‌پذیری {\displaystyle \alpha } در محیط همسانگرد به عنوان نسبت گشتاور دوقطبی القایی {\displaystyle {\boldsymbol {p}}} یک اتم به میدان الکتریکی {\displaystyle {\boldsymbol {E}}} تعریف می‌شود. که گشتاور دوقطبی را ایجاد می‌کند.
{\displaystyle \alpha ={\frac {\boldsymbol {p}}{\boldsymbol {E}}}}